# Hisayoshi Harasawa
Hisayoshi Harasawa (em japonês:  原沢 久喜, Harasawa Hisayoshi; Shimonoseki, 3 de julho de 1992) é um judoca japonês da categoria mais de 100 quilos, medalhista olímpico.

## Carreira
Harasawa conquistou a medalha de prata nos Jogos Olímpicos de 2016.